# 波蘭總督府
波蘭被佔領土總督府（Generalgouvernement für die besetzten polnischen Gebiete），通稱總督府（德語：Generalgouvernement）是1939年10月下旬波蘭戰役後，在德國軍隊所佔領的波蘭領土中成立，未直接與德國合併的部分。1941年7月22日，巴巴羅薩作戰一個月之後，希特勒頒布法令，宣布自8月1日中午將部分波蘭前東部領土併入波蘭總督府。
因德國曾在海牙公約上簽字，因而德軍在波蘭的一系列行為都是違法的。波蘭總督府並不是一個傀儡政權，其統治者在戰爭期間並沒有任何與波蘭人協作的計劃。納粹政權甚至避免在政府公文中出現任何有關波蘭的字眼。這一地區唯一僅存的帶有波蘭色彩的事物是其貨幣茲羅提，而這也是用於作為宣傳。德國的最終目標是要讓這一地區成為德意志民族居住地區。

## 歷史
- 1939年10月12日，希特勒簽署法令，宣布德軍在波蘭的佔領區由波蘭佔領區總督接管，並任命漢斯·弗蘭克為總督，法令最終在10月26日生效。最初，總督的辦公室位於羅茲，不過在11月9日，羅茲併入德國，因此在11月13日，總督辦公室遷至克拉科夫瓦維爾城堡。[5]
- 20日，德國和總督轄區的邊界再次微調，少量地區併入德國。[5]
- 11月21日，德國和斯洛伐克簽署協議，總督轄區南部兩塊波蘭和斯洛伐克的爭議領土正式併入斯洛伐克。關於名稱，最初波蘭總督府的正式名稱是「波蘭被佔領領土總督府」，但到了1940年7月31日，在希特勒的授權下，弗蘭克將部門的正式名稱簡化為「總督府」。
- 1941年7月22日，希特勒宣布加利西亞地區自8月1日中午由總督接管。[6]
- 1944年3月，蘇軍在普羅斯庫科-切爾諾夫策攻勢中，進入了總督轄區。
- 1945年1月19日，蘇軍解放克拉科夫，整個總督轄區也在2月解放，但在解放克拉科夫前一天，弗蘭克逃到巴伐利亞，成立總督府外地辦事處，作為總督府的分支機構。
- 1945年5月4日，漢斯·弗蘭克在總督府外地辦事處被美軍逮捕，波蘭總督府自此倒台。

## 行政區劃

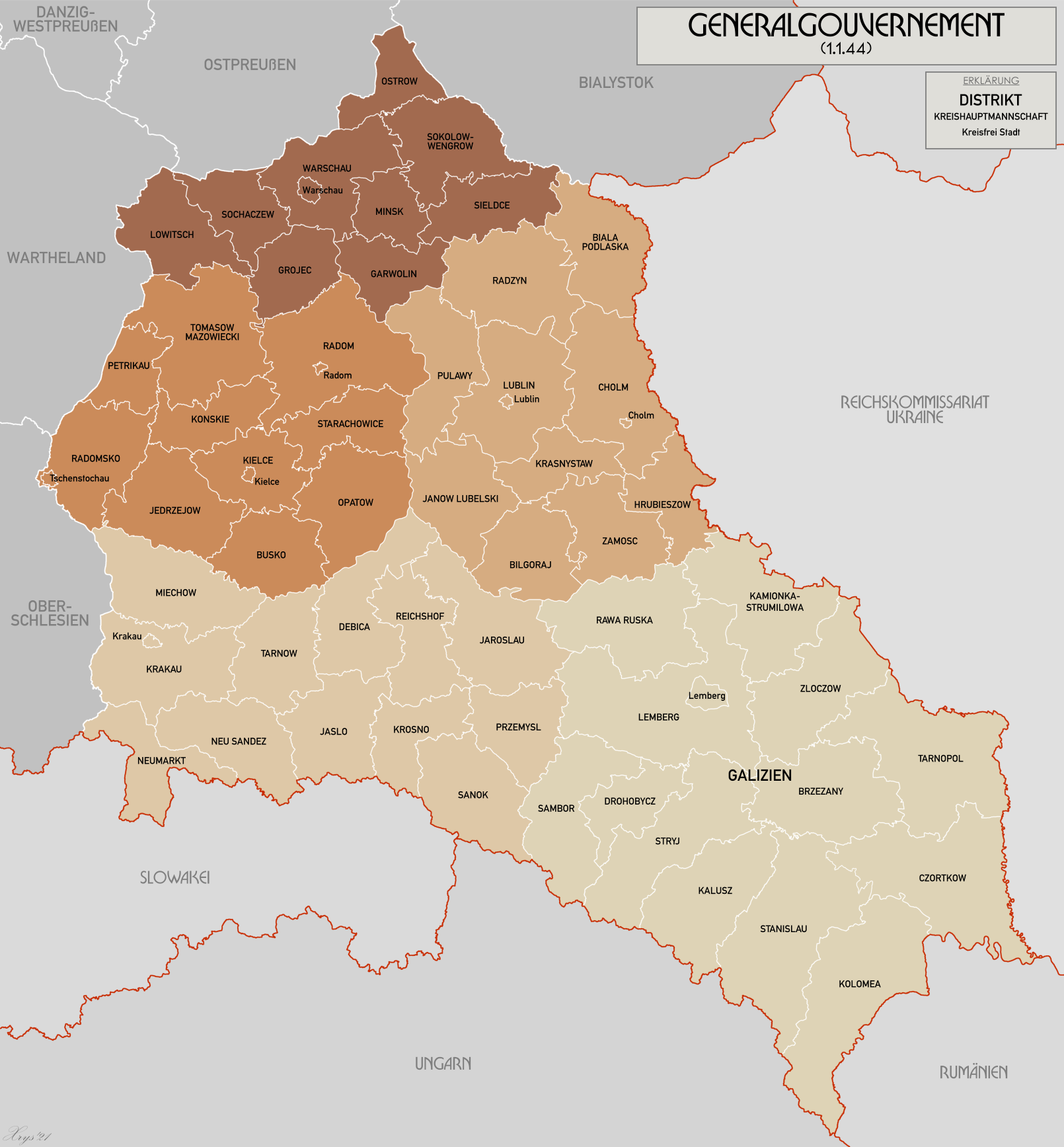
1941年8月時的波蘭總督府行政區劃

波蘭總督府分被劃分為四個大區（Distrikten）。分別是華沙大區、盧布林大區、拉多姆大區和克拉科夫大區。1941年6月德國入侵蘇聯之後，之前屬於烏克蘭蘇維埃社會主義共和國的東加利西亞也被劃入波蘭總督府，成為其第五個區加利西亞大區。波蘭總督府1941年6月前接壤德國、蘇聯和斯洛伐克，新增加利西亞大區后，除德國外，與匈牙利王國、羅馬尼亞王國和烏克蘭總督辖区接壤。
五個區下設有Stadtkreise（設於都會）和Kreishauptmannschaften （設於農村）。1941年9月15日發布了一項法令，幾個主要都市的名稱被改回其歷史上的德語名稱或另起德語名稱。但其過去的名稱仍然有效。 五個大區詳細情況如下：
| 等级         | 城市 |
| 加利西亚大区 | 加利西亚大区 |
| ------------ | --- |
| 首府         | 伦贝格（利沃夫） |
| 组分         | 布雷尚（布热扎内）、乔尔特考（乔尔特库夫）、德罗霍贝奇、卡米翁卡-斯特鲁米洛瓦（卡米翁卡-布然斯卡）、科沃梅亚、伦贝格-农村、拉瓦-鲁斯卡（拉瓦-鲁斯卡）、斯坦尼斯劳（伊万诺-弗兰科夫斯克）、桑博尔、斯特雷、塔尔诺波尔、索洛奇夫（兹沃乔夫）、卡卢施（卡武什） |
| 克拉科夫大区 | |
| 首府         | 克拉考（克拉科夫） |
| 组分         | 登比茨（登比察）、雅罗斯劳（雅罗斯瓦夫）、亚塞尔（亚斯沃）、克拉科夫-农村、克罗斯诺、梅科夫（梅胡夫）、诺伊马克特（新塔尔格）、新桑德茨（新松奇）、普伦塞尔（普热梅希尔）、赖希斯霍夫（热舒夫）、萨尼希（萨诺克）、塔尔瑙（塔尔努夫）                        |
| 卢布林大区   | |
| 首府         | 卢布林 |
| 组分         | Biala-Podlaska（Biała Podlaska）、比尔戈赖、Cholm（切赫姆）、Grubeschow（弗鲁别舒夫）、雅努夫-卢别尔斯基、克拉斯尼斯塔夫、卢布林-农村、普瓦维、Rehden（拉济因-波德拉斯基）、Zamosch / Himmlerstadt / Pflugstadt（扎莫希奇）                                  |
| 拉多姆大区   | |
| 首府         | 凯尔采、拉多姆、琴托朝（琴斯托霍瓦） |
| 组分         | 布斯科（布斯科-兹德鲁伊）、延德热尤夫、凯尔采-农村、孔斯凯（科恩斯凯）、欧帕陶（奥帕图夫）、Petrikau（彼得库夫特赖布纳尔斯基）、拉多姆-农村、拉多姆斯科、Starachowitz（斯塔拉霍维采）、Tomaschow Mazowiecki（托马舒夫-马佐维茨基）                           |
| 华沙大区     | |
| 首府         | 华沙 |
| 组分         | 加武林、格罗耶茨（格鲁耶茨）、洛维奇（沃维奇）、明斯克（明斯克-马佐维茨基）、奥斯特罗夫（奥斯特鲁夫-马佐维茨卡）、谢德尔采、索哈切夫、索科乌夫-文格鲁夫（索科乌夫-波多尔斯基－文格鲁夫）、华沙-农村                                                          |

波蘭總督府的財政長官盧茨·格拉夫·什未林·馮·克羅西克曾因財政問題而提議將五個大區合併為三個大區。他曾在1943年3月宣布加利西亞大區和克拉科夫大區合併。

## 人口
波蘭總督府區域內最初人口約有1200萬人。不過後來約有860,000波蘭人和猶太人被驅逐出這一區域。加上疾病和飢荒的影響，這一地區從1941年開始出現人口減少。
| 民族     | 平均每日獲得熱量 |
| -------- | ---------------- |
| 德國人   | 2310             |
| 外國人   | 1790             |
| 烏克蘭人 | 930              |
| 波蘭人   | 654              |
| 猶太人   | 184              |

有約100萬波蘭人被驅逐到德國從事強制勞動，其中有許多就死在德國。在1940年，德國在這一地區實施人種劃分，每個種族獲得的權利並不相同，由高到低是：
1. 來自德國的德意志人（Reichdeutsche ）；
2. 來自德國以外的德意志人；
3. 德國以外的德意志人、與德意志人結婚的人及其家庭；
4. 烏克蘭人；
5. 高地人（英语：Goralenvolk）；
6. 波蘭人；
7. 吉普賽人；
8. 猶太人。

## 外部連結
- Generalgouvernement （页面存档备份，存于） on the Yad Vashem website
- Testimony of Frank at Nuremberg
- General Government （页面存档备份，存于） NAZI occupied Poland